# Sphagnum poasense
Sphagnum poasense är en bladmossart som beskrevs av H. Crum 1989. Sphagnum poasense ingår i släktet vitmossor, och familjen Sphagnaceae. Inga underarter finns listade i Catalogue of Life.